# Maggie und die Stadt der Diebe
Maggie und die Stadt der Diebe ist ein historischer Abenteuerroman des deutschen Kinder- und Jugendbuchautors Patrick Hertweck, der im Juli 2015 im Stuttgarter Thienemann-Esslinger-Verlag erschienen ist. Maggie und die Stadt der Diebe ist der Debütroman von Patrick Hertweck und wurde beim Leserpreis 2015 von Lovelybooks mit dem zweiten Platz in der Kategorie „Kinderbuch“ ausgezeichnet.

## Handlung
Der Roman erzählt die Geschichte des Findelkindes Maggie, die in einem Waisenhaus in der nordamerikanischen Kleinstadt Bath ohne Wissen um ihre Herkunft aufwächst. Als Maggie 10 Jahre alt ist, wird sie eines Tages von Unbekannten entführt und nach New York verschleppt. Unverhofft kann sie ihren Kidnappern entkommen und gerät während ihrer Flucht immer tiefer in die Slums von Manhattan. Schließlich findet sie bei den 40 Little Thieves, einer Bande von Bettlern und Taschendieben, Unterschlupf. Schon bald fühlt sie sich bei den Straßenkindern wie zu Hause. Bis eine gemeinsame Diebestour sie zu einem Kirchturm führt, der schlimmste Erinnerungen in ihr wachruft. Da erst versteht Maggie, dass sie sich ihrer Vergangenheit stellen muss, möchte sie das Geheimnis ihres Lebens lüften. Doch Licht ins Dunkel kann nur einer bringen: der sagenumwobene Herrscher über die New Yorker Unterwelt.

## Ausgaben
- Patrick Hertweck: Maggie und die Stadt der Diebe. Thienemann-Esslinger, Stuttgart 2015, ISBN 978-3-522-18403-8 (gebundene Ausgabe).
- Patrick Hertweck (Verfasser), Max Meinzold (Illustrator): Maggie und die Stadt der Diebe (= Gulliver). Beltz & Gelberg, Weinheim Basel 2017, ISBN 978-3-407-74908-6 (Taschenbuch).
- Maggy y la Cuidad de Los Ladrones (Taschenbuch, spanisch)[1]

## Auszeichnungen
- LovelyBooks Leserpreis (2. Platz beim LovelyBooks-Leserpreis 2015 in der Kategorie Kinderbuch)[2]